# 圣母升天堂 (梅尔克)
圣母升天堂（德語：Stadtpfarrkirche Mariä Himmelfahrt）是一座罗马天主教堂区教堂，位于奥地利下奥地利州梅尔克。
西侧的立面和55米高的钟楼为新哥特式风格，是根据建筑师弗朗茨·施里尔霍尔茨（Franz Schlierholz）以设计，建于1868年。施利尔霍尔茨曾在1865年负责维也纳的希青圣母堂（Pfarrkirche Maria Hietzing）西立面的规划。 